# Risikoarbitrage
Risikoarbitrage (oder Übernahme-Arbitrage; englisch risk arbitrage oder englisch merger arbitrage) ist im Finanzwesen eine Handels- oder Anlagestrategie, bei der ein Anleger versucht, bei öffentlichen Firmenübernahmen entstehende, unterschiedliche Börsenkurse bei hiervon betroffenen Aktien im Wege der Arbitrage auszunutzen.

## Allgemeines
Firmenübernahmen müssen der Öffentlichkeit bekannt werden, wie dies insbesondere bei feindlichen Übernahmen der Fall ist. Die Risikoarbitrage beruht dann auf der empirisch gesicherten Erkenntnis, dass die Aktie der zu erwerbenden Zielgesellschaft kurz nach Veröffentlichung eines Übernahmeangebots durch den Käufer zunächst unterhalb des offerierten Übernahmepreises gehandelt wird, also unterbewertet ist. Der Anleger (auch Spekulant, Trader oder Hedgefonds-Manager) versucht deshalb, aus laufenden Unternehmenskäufen oder Fusionen Gewinne mitzunehmen. Risikoarbitrage ist wegen des zugrunde liegenden inneren Werts einer Aktie eine Unterform der Anlagestrategie des Value Investing.

## Ablauf
Werden derartige Transaktionen an den Aktienmärkten bekannt, wirkt sich dies sofort auf die Börsenkurse der beteiligten Unternehmen aus. Beabsichtigte Transaktionen wie Fusion oder Unternehmenskauf werden oft auf den Finanzmärkten durch die Massenmedien veröffentlicht, so dass es unmittelbar zu Kursreaktionen kommt. Bei Übernahmen börsengehandelter Unternehmen kann das übernehmende Unternehmen sowohl Geld als auch eigene Aktien anbieten. Häufig notieren die Aktien des Übernahmeziels unterhalb des Angebots, d. h. der Börsenkurs ist niedriger als der gebotene Preis. Hier ergibt sich für den Anleger eine Möglichkeit der Arbitrage, weil er die Aktie vor der Durchführung der Übernahme günstig erwerben kann und dann zum Übernahmezeitpunkt zum Angebotspreis wieder verkauft.
Zum Zeitpunkt der Veröffentlichung der Transaktion hat das übernehmende Unternehmen auf der Grundlage des inneren Werts der Aktien oder einer Unternehmensbewertung des zu akquirierenden Unternehmens einen Übernahmekurs festgelegt, der über dem aktuellen Börsenkurs liegt (Überbewertung). Umgekehrt kann der Börsenkurs des akquirierenden Unternehmens ungünstiger sein als aufgrund der Übernahme von Aktien der fusionierten Gesellschaft zu erwarten war; gleichwohl sind Kurssteigerungen wegen des wachsenden Substanzwerts des akquirierenden Unternehmens zu erwarten.
Diese Kursdifferenzen kann der Arbitrageur nutzen. Es handelt sich um eine risikolose Arbitrage, weil der tatsächliche Börsenkurs und der Übernahmekurs bekannt sind und die Kauf- und Verkaufsentscheidung zum selben Zeitpunkt erfolgen.
Da die Übernahmeverhandlungen zeitraubend und ihr Ausgang ungewiss sind, beinhalten auch die Kurse große Ungewissheiten (Noise). Auch diese beinhalten Arbitrage-Potenzial.
Während bei einem reinen Bareinlage der Arbitrageur die Aktie lediglich kauft und wartet, bis die Übernahme erfolgt ist, gestaltet sich die Risikoarbitrage bei einem Aktientausch ein wenig aufwändiger. Hier bietet das übernehmende Unternehmen eigene Aktien in einem bestimmten Bezugsverhältnis für Aktien des zu übernehmenden Unternehmens an. Der Arbitrageur kann nun Aktien des übernehmenden Unternehmens leer verkaufen (englisch short sell; Verkauf der Aktien, ohne sie am Verkaufszeitpunkt zu besitzen) und Aktien des Übernahmeziels kaufen (englisch setting the spread). Bei der Übernahme werden dann die Aktien des Übernahmeziels gegen die Aktien des Übernehmers getauscht und der Leerverkauf wird glatt gestellt (ausgeglichen).

## Wirtschaftliche Aspekte
Das Risiko einer solchen Strategie ist darin begründet, dass nicht alle Übernahmen wie ursprünglich geplant, bzw. veröffentlicht, vonstattengehen. Im Falle von kartellrechtlichen Bedenken kann die zuständige Wettbewerbsbehörde die Transaktion verzögern oder sogar verhindern. Ebenso kann die Übernahme an der fehlenden Einigung der beteiligten Unternehmen oder der Anteilseigner scheitern. Der Arbitrageur muss aber in jedem Fall entweder Zinsen für das investierte Kapital aufbringen (Barübernahme) oder die leerverkauften Aktien liefern. Dieses Risiko begründet auch die mögliche Differenz zwischen dem Übernahmeangebot und dem Börsenpreis.